# Upiorowate
Upiorowate (Emballonuridae) – rodzina ssaków z podrzędu mroczkokształtnych (Yangochiroptera) w obrębie rzędu nietoperzy (Chiroptera) obejmująca około 50 gatunków najbardziej prymitywnych nietoperzy owadożernych. 

## Rozmieszczenie geograficzne
Upiorowate występują w tropikalnych regionach Ameryki, Afryki, Azji oraz Australii i Oceanii.

## Wygląd
Rozpiętość skrzydeł waha się u poszczególnych gatunków od kilku do 70 cm. Upiorowate mają duże uszy i charakterystyczny wolny koniec ogona, niepołączony z błoną lotną. Aktywne nocą, żywią się owadami.

## Systematyka
Do rodziny należą następujące podrodziny:
- Taphozoinae Jerdon, 1867 – grobowniki
- Emballonurinae P. Gervais, 1855 – upiory

Do rodziny należą również dwa wymarłe rodzaje nie sklasyfikowane w żadnej z podrodzin:
- Pseudovespertiliavus Ravel, 2016[7] – jedynym przedstawicielem był Pseudovespertiliavus parvus Ravel, 2016
- Tachypteron Storch, Sigé & Habersetzer, 2002[8] – jedynym przedstawicielem był Tachypteron franzeni Storch, Sigé & Habersetzer, 2002